# Alfa Romeo G1-G2
L’Alfa Romeo G1 est une automobile fabriquée par le célèbre constructeur italien Alfa Romeo en 1921 et 1922. La voiture fut présentée lors du Motor Show de Londres en 1921.
Ce fut la première voiture qui ressemblait aux limousines classiques de l'époque, produite par la nouvelle marque. Conçue par Giuseppe Merosi pendant un différend avec Nicola Romeo qui se résolut devant les tribunaux, il mit au point ce modèle qui était une évolution luxueuse de l'Alfa Romeo 24 HP et de la 20-30 HP ES Sport.
Pour pénétrer le marché des voitures de très haut de gamme, à cette époque dominé par Rolls-Royce et Isotta Fraschini, Merosi conçut la G1 à partir d'un châssis plus long et bien plus rigide que ceux des modèles précédents.
Si l'on ne tient pas compte de l'Alfa Romeo Grand Prix qui était une voiture de course, la G1 sera la première Alfa Romeo équipée d'un moteur 6 cylindres en ligne de 6 330 cm3 développant 70 ch à 2 100 tr/min et disposant d'un couple de 293 N m.
La voiture sera équipée d'un moteur plus puissant pour les courses ce qui lui permit de remporter la Coupe du Lac de Garde.
À cette époque, à cause des taxes et du prix de l'essence qui pénalisait fortement les voitures de forte cylindrée, la production totale s'élèvera à seulement 52 exemplaires, dont deux prototypes et 50 modèles de série qui seront largement exportés, notamment vers l'Australie. Le dernier exemplaire se trouve en Nouvelle-Zélande.
C'est pour cela que le modèle qui devait remplacer la "G1", c'est-à-dire tout naturellement baptisé Alfa Romeo G2 ne fut jamais mis en production.
Les numéros de châssis variaient de 6001 à 6052, tout comme les numéros de bloc moteur.

## Chiffres de production Alfa Romeo G1
| Année         | 1920 | 1921 | 1922 | total                                         |
| ------------- | ---- | ---- | ---- | --------------------------------------------- |
| Alfa Romeo G1 | 2    | 50   | 0    | 52                                            |
| Alfa Romeo G2 | 0    | 0    | 0    | Alfa Romeo G2 ne fut jamais mis en production |